# Arenaria ramellata
Arenaria ramellata là loài thực vật có hoa thuộc họ Cẩm chướng. Loài này được F.N.Williams mô tả khoa học đầu tiên năm 1909.